# Joseph Delaville Le Roulx
Joseph Delaville Le Roulx, nacido el 22 de marzo de 1747 en Le Blanc en Berry y fallecido el 3 de abril de 1803 en París, fue un armador, comerciante y político francés.

## Biografía
Nieto de Joseph Le Roux, Joseph Delaville Le Roulx es hermano de René Delaville Le Roulx, quien es Ministro de Contribuciones e Ingresos Públicos desde 29 de julio au 10 de agosto de 1792. Muchas obras a menudo confunden a los dos hermanos.
Tras sus estudios en París, Joseph Delaville Le Roulx se destinó al comercio y realizó varios viajes fuera de Francia con este fin. Se convirtió en profesor de idiomas y luego en comerciante de productos alimenticios coloniales en los Países Bajos. Se casó por primera vez el 24 de noviembre de 1771 en Ámsterdam, Marie-Thérèse Lefébure (1750-1790) y llegó a establecerse en Lorient como comerciante armador, y fue empleado en la Compañía Francesa de las Indias Orientales. Habiendo enviudado, se casó con su segunda esposa el 25 de junio de 1796 en Chenonceaux con Madeleine-Suzanne Dupin de Francueil (1751-1812), viuda de Pierre-Armand Vallet de Villeneuve ( 1731- 1794) y madre de René Vallet de Villeneuve.
Elegido el 21 de abril de 1789 Diputado del Tercer Estado a los Estados Generales por la Sénéchaussée de Hennebont, formaba parte de la mayoría.
En Frimaire Año V, se convirtió en administrador municipal de Lorient, y habiéndose mostrado favorable al golpe de Estado de Brumario, fue nombrado el 4 de Nivôse Año VIII, miembro del Senado Conservador. Murió repentinamente bajando las escaleras del Palais des Tuileries mientras iba con Jean-Nicolas Corvisart, a cenar en el Primer Cónsul, el 3 de abril de 1803.
Es el padre de Laurent-Justinien Delaville Le Roulx. El historiador homónimo y archivero-paleógrafo Joseph Delaville Le Roulx (1855-1911) (1855-1911) es su tataranieto.

## Publicaciones
- Puntos de vista generales sobre finanzas y fondos de descuento nacional (1789)
- Establecimiento en París de una fábrica de tabaco de América sin ninguna mezcla de tabaco de Europa (1791)